# Dahurische Lärche
Die Dahurische Lärche (Larix gmelinii) ist eine Pflanzenart in der Gattung der Lärchen (Larix) innerhalb der Familie der Kieferngewächse (Pinaceae).

## Beschreibung
Die Dahurische Lärche ist ein laubabwerfender Baum von kegeligem bis schmal-säulenförmigem Wuchs, der Wuchshöhen von bis zu etwa 35 Meter und Stammdurchmesser (Brusthöhendurchmesser) von 1,5 Meter erreicht. Die Borke an jungen Bäumen ist glatt und rotbraun; sie wird später dunkler, grauer und schuppig. Die Rinde junger etwa 1 mm dicker Zweige ist gelbbraun und wird später graubraun. Die hellgrünen nadelförmigen Blätter verfärben sich im Herbst gelb. Sie sind an Langtrieben spiralig angeordnet und an Kurztrieben stehen bündelig 20 bis 30 Nadeln zusammen. Die Nadeln weisen eine Länge von 15 bis 30 mm und eine Breite von 0,5 bis 1 mm auf.
Die Dahurische Lärche ist einhäusig getrenntgeschlechtig (monözisch). Die männlichen Zapfen stehen an Kurztrieben, sind 5 bis 7 mm lang und gelb. Die weiblichen Zapfen stehen an Kurztrieben durch einen gebogenen Stiel aufrecht. Die Zapfen weisen eine Länge von 0,8 bis 4 cm und einen Durchmesser von 0,8 bis 3 cm auf. Sie sind anfangs purpurrot, bei Reife werden sie braun; alte Zapfen verbleiben am Baum, bis die Zweige abfallen. Jeder Zapfen besitzt 14 bis 45 fünfkantige bis eiförmige, im mittleren Bereich des Zapfens 0,5 bis 1,5 × 0,4 bis 1,2 cm große Samenschuppen. Die Deckschuppen weisen ein Drittel bis die Hälfte der Länge der Samenschuppen auf. Die Samen sind grau mit hellbraunen Punkten, 2 bis 3 × 1 bis 2 mm groß – mit dem leuchtend orange-braunen Flügel 10 mm. Die Bestäubung erfolgt im Mai bis Juni und die Samenreife im September.
Die Chromosomenzahl beträgt 2n = 24.

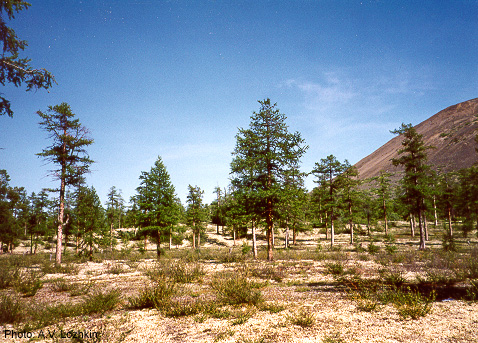
Dahurische Lärchen in der Kolyma-Region

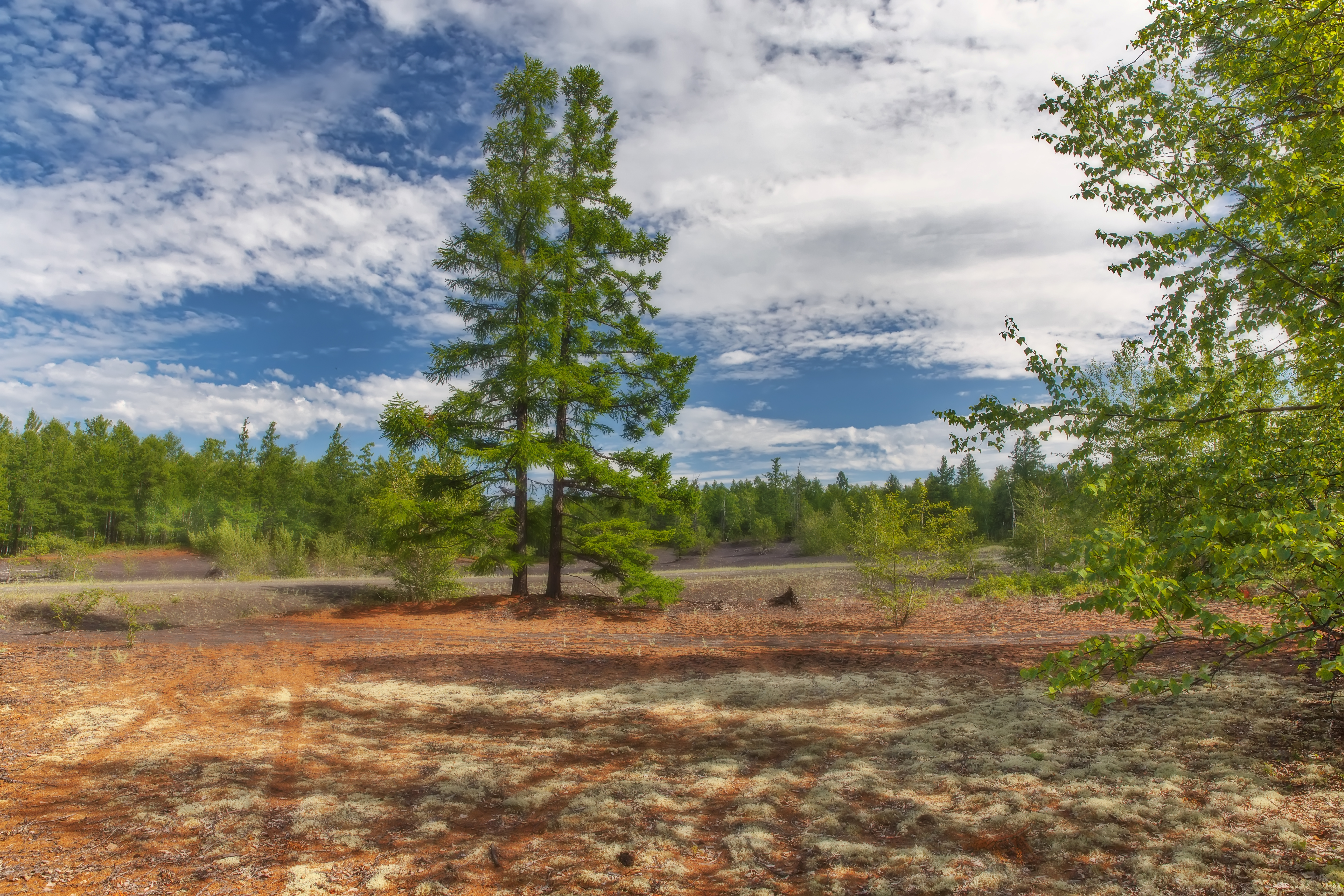
Dahurische Lärche in Kamtschatka

## Vorkommen
Die Heimat der Dahurischen Lärche ist Ostasien. Selten wird sie auch als Parkbaum gepflanzt.
Die Dahurische Lärche ist der am weitesten im Norden (72° 30' N, 102° 27' O) überlebensfähige Baum. Unter diesen extremen klimatischen Bedingungen wächst sie jedoch nur zu einem hingekauerten Strauch.  
Zudem zählt sie neben der Ostasiatischen Zwerg-Kiefer (Pinus pumila) zu den winterhärtesten Bäumen, da sie Temperaturen von −70 °C schadlos widerstehen kann.

## Systematik
Die Erstbeschreibung erfolgte im Jahr 1854 durch Franz Josef Ruprecht. Ihren wissenschaftlichen Namen trägt die Dahurische Lärche nach dem Sibirienforscher und Verfasser der Flora Sibirica Johann Georg Gmelin.
Die Dahurische Lärche (Larix gmelinii (Rupr.) Kuzen.) hat folgende Synonyme: Abies gmelinii Rupr., Abies kamtschatica Rupr., Larix dahurica Trautv., Larix kamtschatica (Rupr.) Carrière.
Man unterscheidet vier Varietäten:
- Echte Dahurische Lärche (Larix gmelinii (Rupr.) Kuzen. var. gmelinii): Sie kommt von Sibirien bis Kamtschatka und dem nordöstlichen China vor.[2]
- Kurilen-Lärche (Larix gmelinii var. japonica (Maxim. ex Regel) Pilger): Sie kommt von Sachalin bis zu den Kurilen vor.[2]
- Prinz-Rupprecht-Lärche (Larix gmelinii var. principis-rupprechtii (Mayr) Pilger, Syn. Larix principis-rupprechtii Mayr): Sie ist benannt nach Kronprinz Rupprecht von Bayern (1869–1955), der zu ihrer Entdeckung beigetragen hat.[3] Sie kommt nur in China im nördlichen Shanxi, in Hebei und in Henan vor.[2]
- Olgabucht-Lärche (Larix gmelinii var. olgensis (A. Henry) Ostenfeld & Syrach, Syn.: Larix olgensis Henry): Benannt nach der Olga-Bucht des Japanischen Meeres nordöstlich von Wladiwostok. Sie kommt vom südlichen fernöstlichen Russland bis zum nördlichen Korea vor.[2]